# Nieuw-Wehl
Nieuw-Wehl est un village situé dans la commune néerlandaise de Doetinchem, dans la province de Gueldre. Le village compte environ 500 habitants.